# 520. pehotni polk (Wehrmacht)
Za druge 520. polke glejte 520. polk.
520. pehotni polk (izvirno nemško Infanterie-Regiment 520) je bil eden izmed pehotnih polkov v sestavi redne nemške kopenske vojske med drugo svetovno vojno.

## Zgodovina
Polk je bil ustanovljen 14. februarja 1940 kot polk 8. vala pri Passauu iz delov 72. in 186. pehotnega polka; polk je bil dodeljen 296. pehotni diviziji. 
20. novembra 1940 sta bila štab in III. bataljon izvzeta iz sestave in dodeljena 577. pehotnemu polku; obe enoti sta bili nadomeščeni.
5. septembra 1942 je bil I. bataljon razpuščen v bojih.
15. oktobra 1942 je bil polk preimenovan v 520. grenadirski polk.